# Campionati europei juniores di atletica leggera 1995
Il XIII Campionato europeo juniores di atletica leggera si è disputato a Nyíregyháza, in Ungheria, dal 27 al 30 luglio 1995.

## Risultati
I risultati del campionato sono stati:

### Uomini
| Specialità | Oro                                                                 | Prestazione | Argento                                                                     | Prestazione | Bronzo                                                                 | Prestazione |
| Corse piane |                                                                     |             |                                                                             |             |                                                                        |             |
| 100 metri | Dwain Chambers Regno Unito                                          | 10"41       | Jamie Henthorn Regno Unito                                                  | 10"41       | Ángelos Pavlakákis Grecia                                              | 10"47       |
| 200 metri | Marlon Devonish Regno Unito                                         | 21"04       | Alessio Comparini Italia                                                    | 21"21       | Dan Money Regno Unito                                                  | 21"29       |
| 400 metri | Mark Hylton Regno Unito                                             | 45"97       | Jacek Bocian Polonia                                                        | 46"59       | Tsvetomir Marinov Bulgaria                                             | 46"66       |
| 800 metri | Roberto Parra Spagna                                                | 1'45"90     | André Bucher Svizzera                                                       | 1'46"73     | Wojciech Kałdowski Polonia                                             | 1'47"67     |
| 1.500 metri | Reyes Estévez Spagna                                                | 3'45"74     | José Redolat Spagna                                                         | 3'46"70     | Gert-Jan Liefers Paesi Bassi                                           | 3'47"17     |
| 5.000 metri | Benoit Zwierzchlewski Francia                                       | 13'55"75    | Juan José Gomez Spagna                                                      | 14'15"65    | Ivan Perez Spagna                                                      | 14'17"83    |
| 10.000 metri | Benoit Zwierzchlewski Francia                                       | 29'46"42    | Ivan Perez Spagna                                                           | 30'06"69    | Damiano Polti Italia                                                   | 30'06"91    |
| Corse a ostacoli |                                                                     |             |                                                                             |             |                                                                        |             |
| 3000 metri siepi | Antonio Alvarez Spagna                                              | 8'50"75     | Christian Knoblich Germania                                                 | 8'50"85     | Jerome Cochet Francia                                                  | 8'52"92     |
| 110 metri ostacoli | Sven Pieters Belgio                                                 | 14"06       | Robert Kronberg Svezia                                                      | 14"16       | Tomasz Scigaczewski Polonia                                            | 14"18       |
| 400 metri ostacoli | Daniel Hechler Germania                                             | 50"42       | Marcel Schelbert Svizzera                                                   | 50"44       | Matthew Douglas Regno Unito                                            | 51"73       |
| Staffette |                                                                     |             |                                                                             |             |                                                                        |             |
| Staffetta 4x100 m | Regno Unito Dwain Chambers Marlon Devonish Jamie Henthorn Dan Money | 39"43       | Italia Aldo Alaimo Giulio Ibba Michele Paggi Alessio Comparini              | 39"61       | Germania Alexander Kosenkow Eduard Martin Anthony Viel Thorsten Schulz | 40"29       |
| Staffetta 4x400 m | Regno Unito Geoff Dearman Steven McHardy Tom Lerwill Mark Hylton    | 3'07"09     | Francia Philippe Bouche Ruddy Zami Jean-Jacques Letzelter-Ebe Robert Loubli | 3'07"72     | Polonia Jacek Bocian Piotr Haczek Jacek Lewandowski Marcin Trelka      | 3'09"65     |
| Corse su strada |                                                                     |             |                                                                             |             |                                                                        |             |
| 10 km marcia | Andreas Erm Germania                                                | 40'51"38    | Paquillo Fernández Spagna                                                   | 41'02"34    | David Abellan Spagna                                                   | 41'57"84    |
| Salti |                                                                     |             |                                                                             |             |                                                                        |             |
| Salto in alto | Oskari Frösén Finlandia                                             | 2,19 m      | Martin Buß Germania                                                         | 2,19 m      | James Brierley Regno Unito                                             | 2,17 m      |
| Salto con l'asta | Yevgeniy Smiryagin Russia                                           | 5,50 m      | Timo Makkonen Finlandia                                                     | 5,45 m      | Nicolas Jolivet Francia                                                | 5,40 m      |
| Salto in lungo | Roman Shchurenko Ucraina                                            | 7,78 m      | Andrey Kislykh Russia                                                       | 7,76 m      | Dmitriy Mishka Ucraina                                                 | 7,74 m      |
| Salto triplo | Ronald Servius Francia                                              | 16,71 m     | Dmitriy Vassilyev Bielorussia                                               | 16,14 m     | Pawel Zdrajkowski Polonia                                              | 15,96 m     |
| Lanci |                                                                     |             |                                                                             |             |                                                                        |             |
| Getto del peso | Tepa Reinikainen Finlandia                                          | 17,20 m     | René Sack Germania                                                          | 16,89 m     | Iker Sukia Spagna                                                      | 16,74 m     |
| Lancio del disco | Andrzej Krawczyk Polonia                                            | 58,22 m     | Mike Van Der Bilt Paesi Bassi                                               | 55,40 m     | Tolga Koseoglu Germania                                                | 52,06 m     |
| Lancio del martello | Szymon Ziółkowski Polonia                                           | 75,42 m     | Nikolay Avlasevich Bielorussia                                              | 68,80 m     | Vassiliy Shevchenko Ucraina                                            | 68,64 m     |
| Lancio del giavellotto | Christian Nicolay Germania                                          | 76,88 m     | Harri Haatainen Finlandia                                                   | 74,28 m     | Daniel Gustafsson Svezia                                               | 72,38 m     |
| Prove multiple |                                                                     |             |                                                                             |             |                                                                        |             |
| Decathlon | Glenn Lindqvist Finlandia                                           | 7363 p.     | Rick Wassenaar Paesi Bassi                                                  | 7299 p.     | Jiří Ryba Rep. Ceca                                                    | 7271 p.     |
| miglior prestazione mondiale under 20; miglior prestazione mondiale stagionale under 20; record europeo; miglior prestazione europea stagionale; record europeo under 20; record europeo stagionale under 20; record dei campionati; record nazionale; record nazionale under 20; record nazionale under 18; record personale; record personale stagionale. |                                                                     |             |                                                                             |             |                                                                        |             |

### Donne
| Specialità | Oro                                                                     | Prestazione | Argento                                                                    | Prestazione | Bronzo                                                                       | Prestazione                        |
| Corse piane |                                                                         |             |                                                                            |             |                                                                              |                                    |
| 100 metri | Frédérique Bangué Francia                                               | 11"48       | Nora Ivanova Bulgaria                                                      | 11"58       | Vyara Georgieva Bulgaria                                                     | 11"59                              |
| 200 metri | Nora Ivanova Bulgaria                                                   | 23"44       | Fabé Dia Francia                                                           | 23"68       | Sylviane Félix Francia                                                       | 23"81                              |
| 400 metri | Olga Kotlyarova Russia                                                  | 52"03       | Andrea Burlacu Romania                                                     | 53"53       | Jitka Burianová Rep. Ceca                                                    | 53"69                              |
| 800 metri | Mioara Cosulianu Romania                                                | 2'04"15     | Plamena Aleksandrova Bulgaria                                              | 2'04"50     | Anca Safta Romania                                                           | 2'04"55                            |
| 1.500 metri | Lidia Chojecka Polonia                                                  | 4'17"29     | Lavinia Miroiu Romania                                                     | 4'19"11     | Jolanda Steblovnik Slovenia                                                  | 4'20"22                            |
| 3.000 metri | Denisa Costescu Romania                                                 | 9'13"44     | Anita Weyermann Svizzera                                                   | 9'15"45     | Olivera Jevtić Jugoslavia                                                    | 9'15"61                            |
| 5.000 metri | Sofia Avoila Portogallo                                                 | 22'13"23    | Olga Panfyorova Russia                                                     | 22'24"95    | Jana Weidemann Germania                                                      | 22'30"90                           |
| 10.000 metri | Nadia Singeorzan Romania                                                | 33'24"94    | Olivera Jevtić Jugoslavia                                                  | 33'48"61    | Sadica Mihalache Romania                                                     | 34'10"22                           |
| Corse a ostacoli |                                                                         |             |                                                                            |             |                                                                              |                                    |
| 100 metri ostacoli | Yelena Ovcharova Ucraina                                                | 13"09       | Natasha Danvers Regno Unito                                                | 13"46       | Linda Ferga Francia                                                          | 13"61                              |
| 400 metri ostacoli | Ionela Tîrlea Romania                                                   | 56"04       | Ulrike Urbansky Germania                                                   | 57"21       | Rikke Ronholt Danimarca                                                      | 57"71                              |
| Staffette |                                                                         |             |                                                                            |             |                                                                              |                                    |
| Staffetta 4x100 m | Germania Caroline Elmers Esther Möller Carmen Bertmaring Marion Wagner  | 44"77       | Italia Elena Sordelli Manuela Grillo Fabiana Cosolo Manuela Levorato       | 45"37       | Polonia Magdalena Kamińska Justyna Dybowska Anna Głowacka Aurelia Trywiańska | 45"56                              |
| Staffetta 4x400 m | Francia Sandrine Thiébaud Cindy Ega Pierre-Marie Marival Sylviane Félix | 3'32"79     | Russia Marina Kozlova Irina Mistyukevich Natalya Misyakova Olga Kotlyarova | 3'36"10     | Regno Unito Liz Williams Joanne Sloane Allison Curbishley Louretta Thorne    | 3'38"23                            |
| Salti |                                                                         |             |                                                                            |             |                                                                              |                                    |
| Salto in alto | Viktoriya Styopina Ucraina                                              | 1,91 m      | Svezia Kajsa Bergqvist Russia Yuliya Lyakhova                              | 1,89 m      | Non assegnato per ex aequo argento                                           | Non assegnato per ex aequo argento |
| Salto in lungo | Linda Ferga Francia                                                     | 6,56 m      | Cristina Nicolau Romania                                                   | 6,35 m      | Iliana Ilieva Bulgaria                                                       | 6,25 m                             |
| Salto triplo | Teresa Marinova Bulgaria                                                | 13,90 m     | Tatyana Lebedeva Russia                                                    | 13,88 m     | Melinda Marton Romania                                                       | 13,71 m                            |
| Lanci |                                                                         |             |                                                                            |             |                                                                              |                                    |
| Getto del peso | Corrie De Bruin Paesi Bassi                                             | 17,76 m     | Yanina Korolchik Bielorussia                                               | 16,95 m     | Olga Ryabinkina Russia                                                       | 16,55 m                            |
| Lancio del disco | Corrie De Bruin Paesi Bassi                                             | 57,46 m     | Olga Tsander Bielorussia                                                   | 54,66 m     | Lieja Koeman Paesi Bassi                                                     | 53,24 m                            |
| Lancio del giavellotto | Taina Uppa Finlandia                                                    | 60,72 m     | Miréla Manjani Albania                                                     | 59,36 m     | Angeliki Tsiolakoudi Grecia                                                  | 54,76 m                            |
| Prove multiple |                                                                         |             |                                                                            |             |                                                                              |                                    |
| Eptathlon | Annu Montell Finlandia                                                  | 5546 p.     | Yelizaveta Shalygina Russia                                                | 5476 p.     | Katja Ripatti Finlandia                                                      | 5394 p.                            |
| miglior prestazione mondiale under 20; miglior prestazione mondiale stagionale under 20; record europeo; miglior prestazione europea stagionale; record europeo under 20; record europeo stagionale under 20; record dei campionati; record nazionale; record nazionale under 20; record nazionale under 18; record personale; record personale stagionale. |                                                                         |             |                                                                            |             |                                                                              |                                    |

## Medagliere
Legenda
     Paese ospitante
| Posizione | Paese       | Oro | Argento | Bronzo | Totale |
| --------- | ----------- | --- | ------- | ------ | ------ |
| 1         | Francia     | 6   | 2       | 4      | 12     |
| 2         | Regno Unito | 5   | 2       | 4      | 11     |
| 3         | Finlandia   | 5   | 2       | 1      | 8      |
| 4         | Germania    | 4   | 4       | 3      | 11     |
| 5         | Romania     | 4   | 3       | 3      | 10     |
| 6         | Spagna      | 3   | 4       | 3      | 10     |
| 7         | Polonia     | 3   | 1       | 5      | 9      |
| 8         | Ucraina     | 3   | 0       | 2      | 5      |
| 9         | Russia      | 2   | 6       | 1      | 9      |
| 10        | Bulgaria    | 2   | 2       | 3      | 7      |
| 11        | Paesi Bassi | 2   | 2       | 2      | 6      |
| 12        | Belgio      | 1   | 0       | 0      | 1      |
| 12        | Portogallo  | 1   | 0       | 0      | 1      |
| 14        | Bielorussia | 0   | 4       | 0      | 4      |
| 15        | Italia      | 0   | 3       | 1      | 4      |
| 16        | Svizzera    | 0   | 3       | 0      | 3      |
| 17        | Svezia      | 0   | 2       | 1      | 3      |
| 18        | Albania     | 0   | 1       | 0      | 1      |
| 19        | Grecia      | 0   | 0       | 2      | 2      |
| 19        | Rep. Ceca   | 0   | 0       | 2      | 2      |
| 21        | Jugoslavia  | 0   | 1       | 1      | 2      |
| 22        | Danimarca   | 0   | 0       | 1      | 1      |
| 22        | Slovenia    | 0   | 0       | 1      | 1      |
| Totale    | Totale      | 41  | 42      | 40     | 123    |